# Boltwoodita
La boltwoodita és un mineral de la classe dels silicats, i dins d'aquesta pertany al grup uranofana. Va ser descoberta l'any 1956 a la localitat de Delta a l'estat de Utah (Estats Units), sent nomenada així en honor de Bertram Borden Boltwood (1870-1927), radioquímic nord-americà de la Universitat Yale.

## Característiques
És un nesosilicat hidratat de potassi i urani amb anions addicionals hidroxil, de fórmula (K,Na)(UO₂)(SiO₃OH)·1,5H₂O. A més dels elements de la seva fórmula, sol portar com a impureses: ferro, calci i sodi. Cristal·litza en el sistema monoclínic formant cristalls allargats, sent el seu hàbit habitual acicular a fibrós. És extreta a les mines com mena de l'estratègic urani. Per la seva radioactivitat ha de ser manipulada i emmagatzemada amb els corresponents protocols de seguretat, evitant la seva exposició perllongada a la proximitat del cos.
Segons la classificació de Nickel-Strunz, la boltwoodita pertany a «09.AK: Estructures de nesosilicats (tetraedres aïllats), uranil nesosilicats i polisilicats» juntament amb els següents minerals: soddyita, cuprosklodowskita, oursinita, sklodowskita, kasolita, natroboltwoodita, uranofana-β, uranofana, swamboïta, haiweeïta, metahaiweeïta, ranquilita, weeksita, coutinhoïta, ursilita, magnioursilita, calcioursilita i uranosilita.

## Formació i jaciments
Es troba com alteració de silicats que envolten els dipòsits d'òxids d'urani hidratats incrustats en la uraninita primària. També se'n troba omplint fractures a certa distància de la uraninita, així com en dipòsits de roca pegmatita amb urani. Ha estat descrita a Alemanya, l'Argentina, Austràlia, Àustria, el Canadà, els Estats Units, França, el Japó, Mèxic, Namíbia, Noruega, Sud-àfrica, Suècia, el Regne Unit, la República Txeca, Ucraïna i la Xina. A Catalunya, ha estat descrita a la mina Eureka, a la localitat de Castell-estaó, al Pallars Jussà, província de Lleida.
Sol trobar-se associada a altres minerals com: uraninita, becquerelita, fourmarierita, fosfuranilita, guix o fluorita.